# Normanský sloh

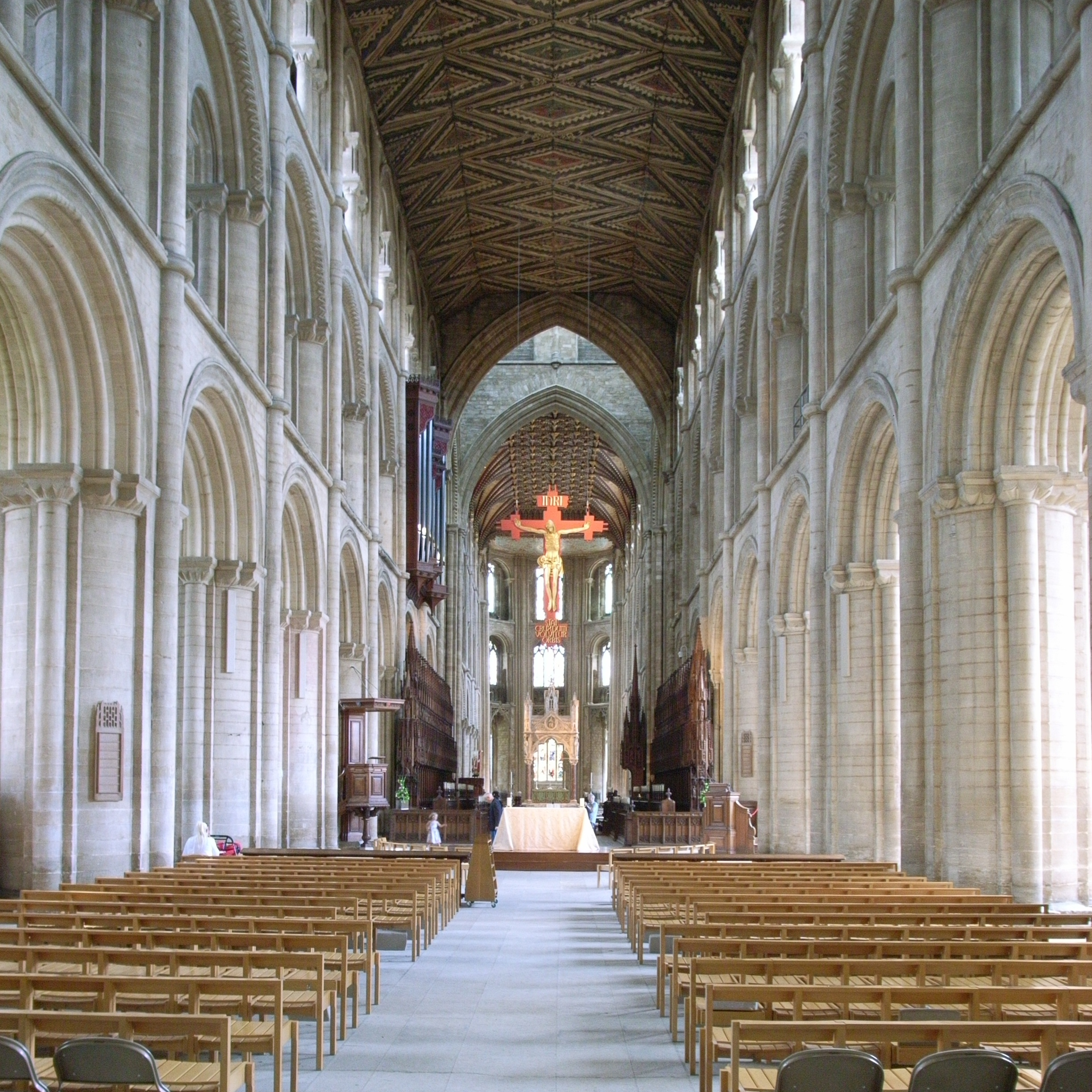
Katedrála v Peterborough, vnitřek

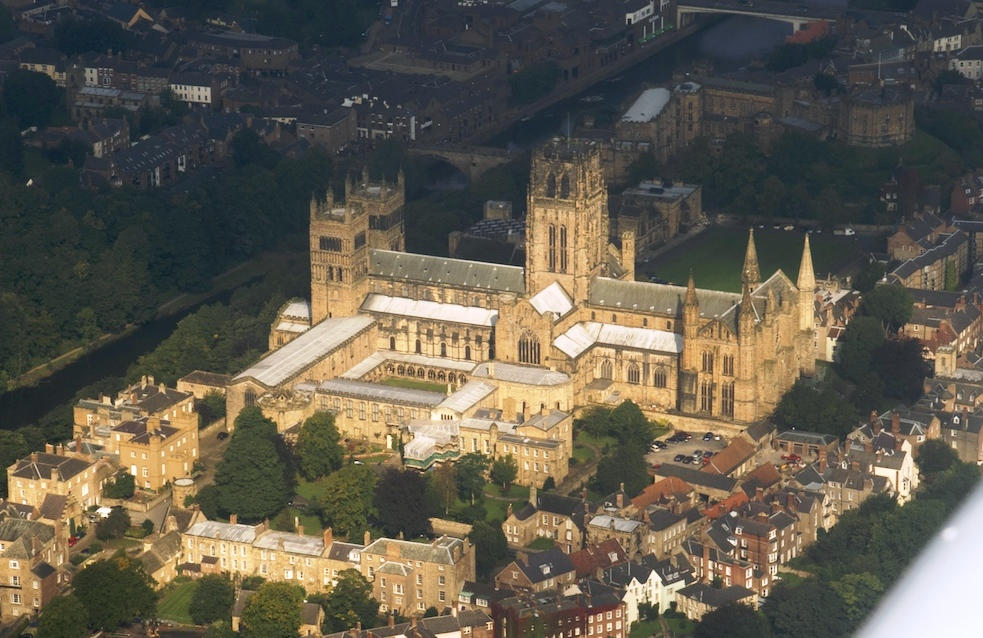
Katedrála v Durhamu, v pozadí zámek

Normanský sloh je varianta románského slohu na britských ostrovech, kam jej přinesli Normané z pevniny po dobytí Anglie roku 1066. Normané jej pak za Křížových válek přenesli na Sicílii, do jižní Itálie (Kalábrie) a do Palestiny. V normanském slohu se stavěly hrady, pevnosti a v Anglii zejména monumentální katedrály, které se z velké části zachovaly, i když byly většinou v gotice přestavěny, nově zaklenuty a vyzdobeny. Vyznačují se věžemi bez helmic, čtverhrannou věží nad křížením, velmi dlouhým chórem s pravoúhlým zakončením, menší výškou, mohutnými sloupy i arkádami a často původně dřevěným stropem. Tento sloh silně ovlivnil i další vývoj architektury v Anglii.

## Nejznámější stavby
- Hrad Windsor, přestavěný po roce 1312 a dále
- Winchesterská katedrála (zal. 1079)
- Elyská katedrála (zal. 1083)
- Durhamská katedrála (zal. 1093)
- Norwichská katedrála (zal. 1096)
- Peterboroughská katedrála (zal. 1118)

## Galerie

### Anglie

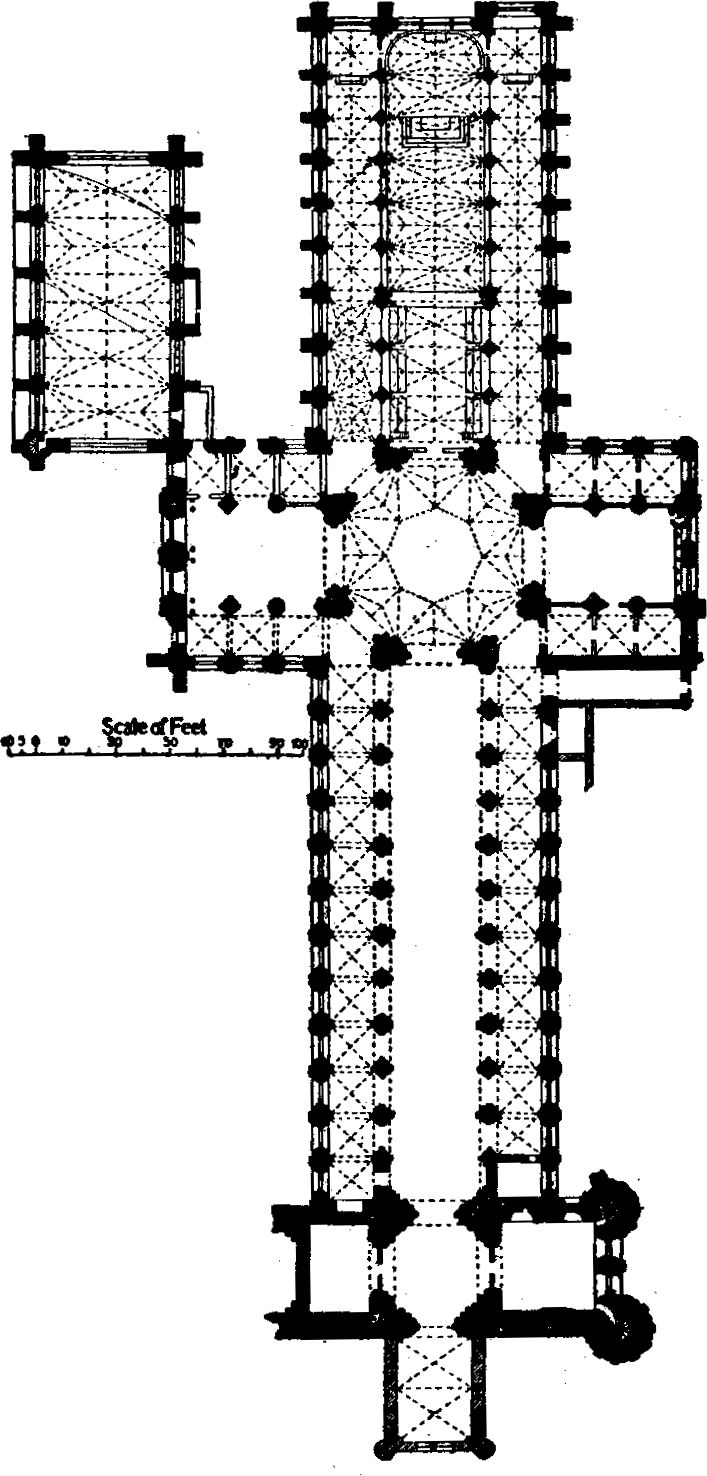
Katedrála v Ely, půdorys
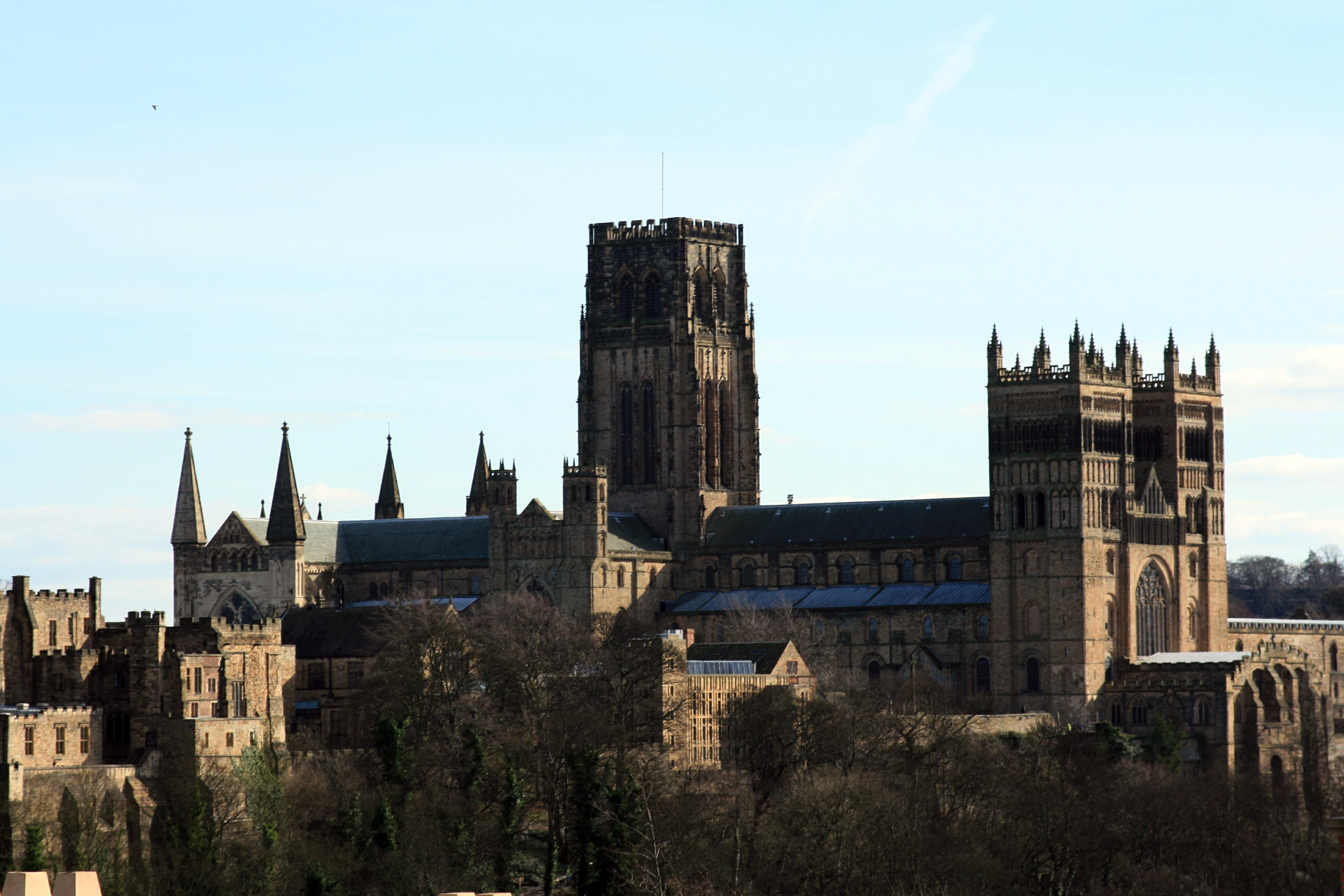
Katedrála v Durhamu
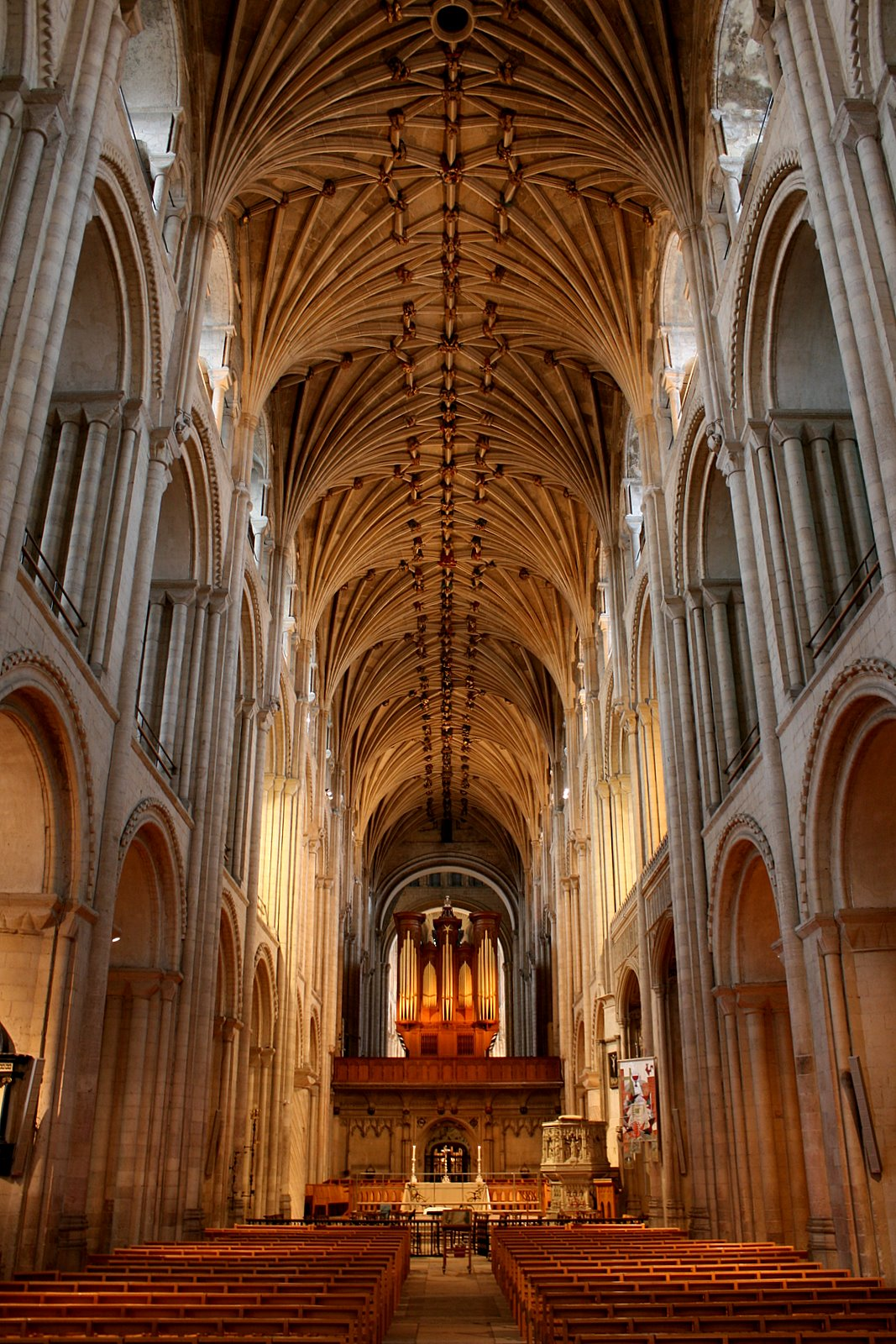
Katedrála v Norwichi, vnitřek
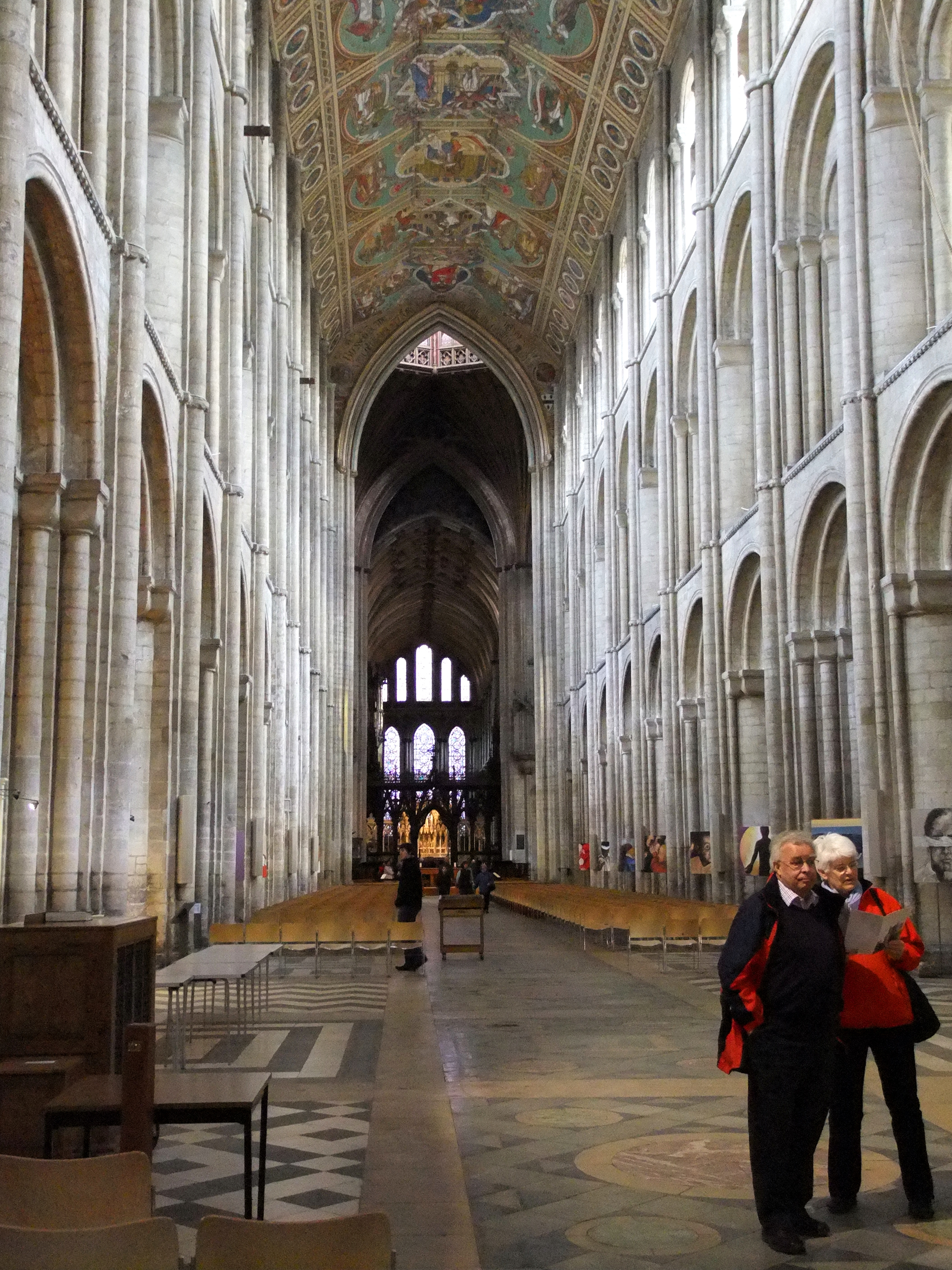
Katedrála v Ely, vnitřek

### Francie, Itálie

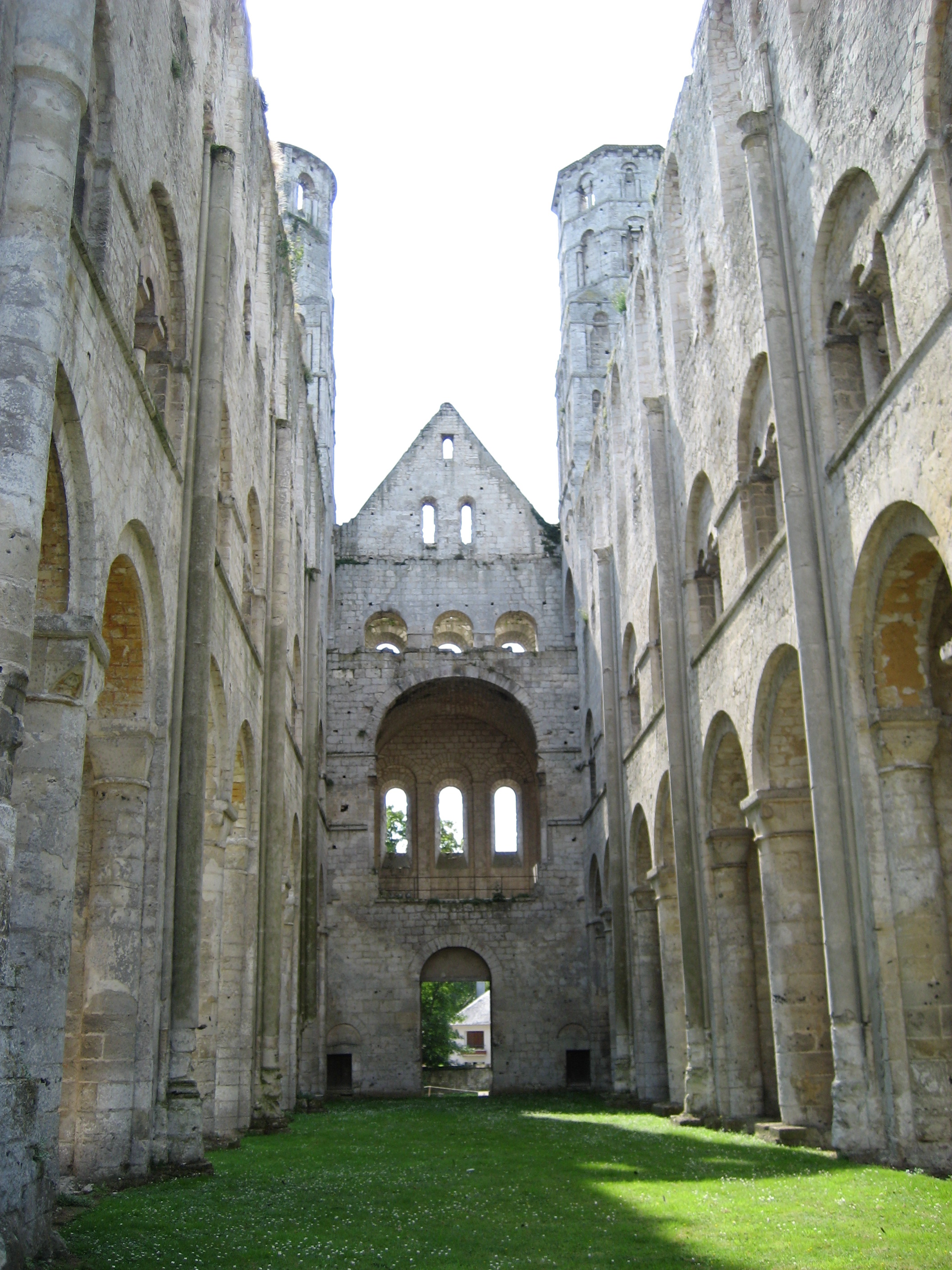
Opatství Jumieges
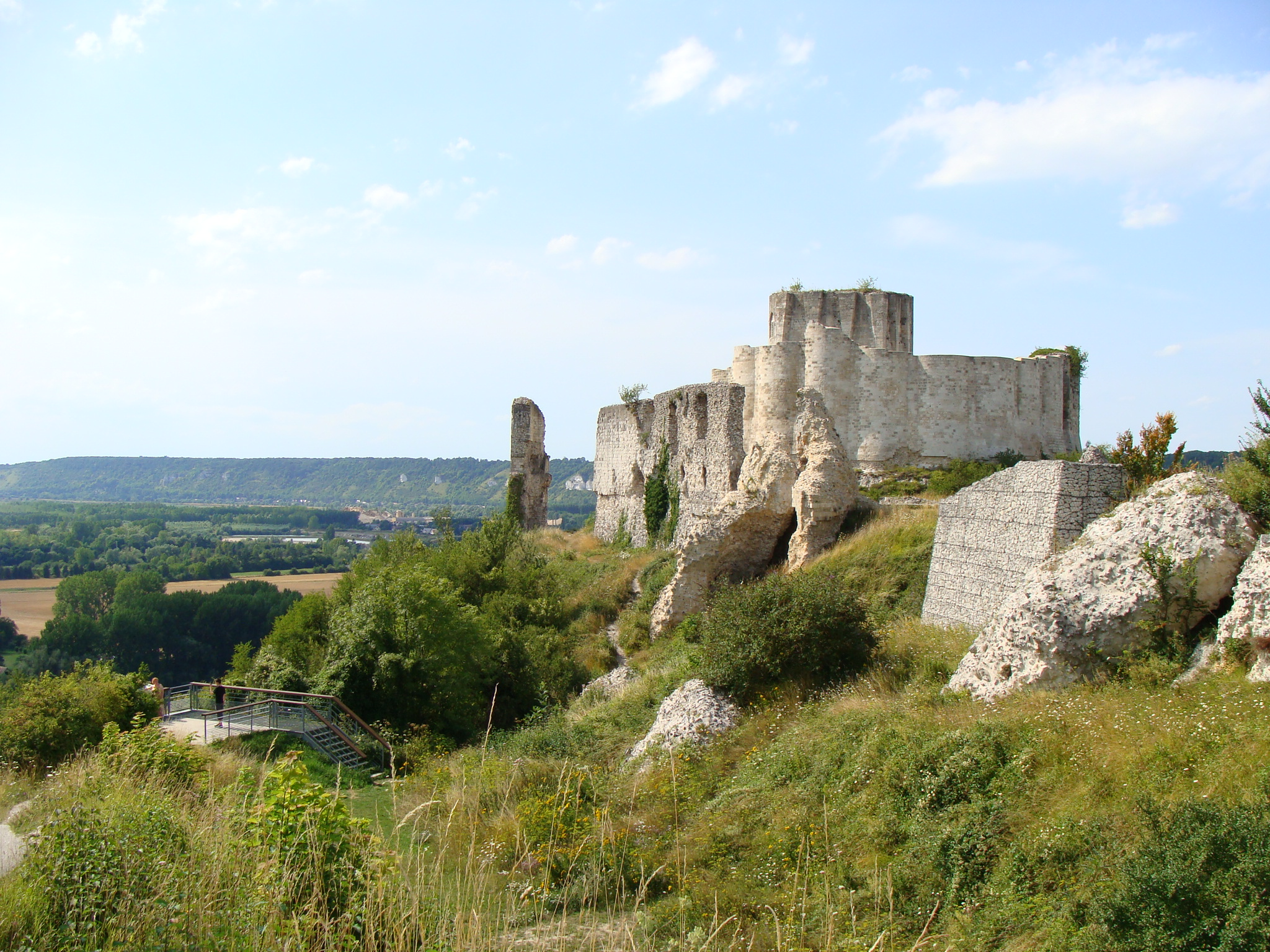
Zámek Gaillard
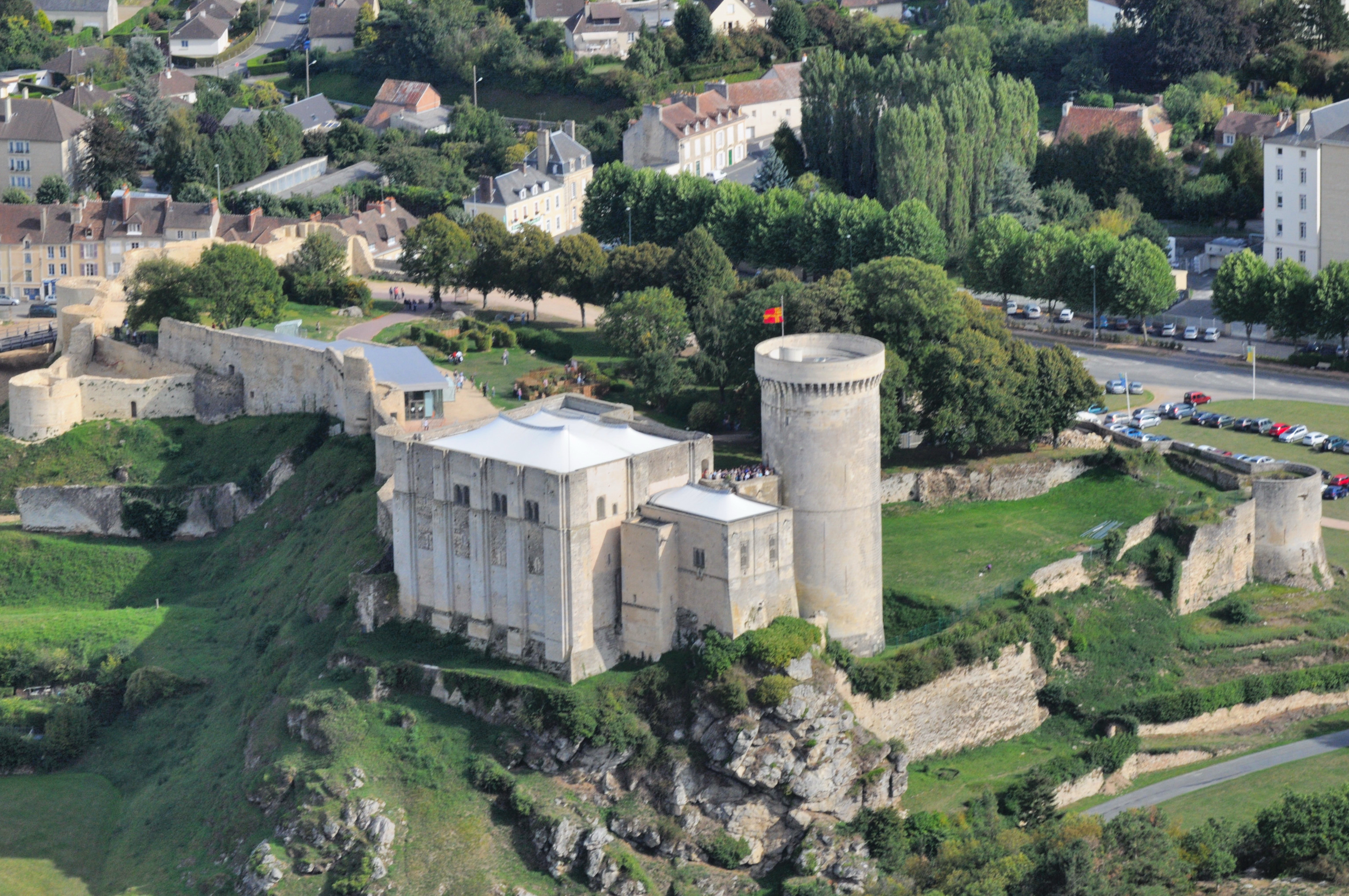
Zámek Falaise (Calvados, Normandie)
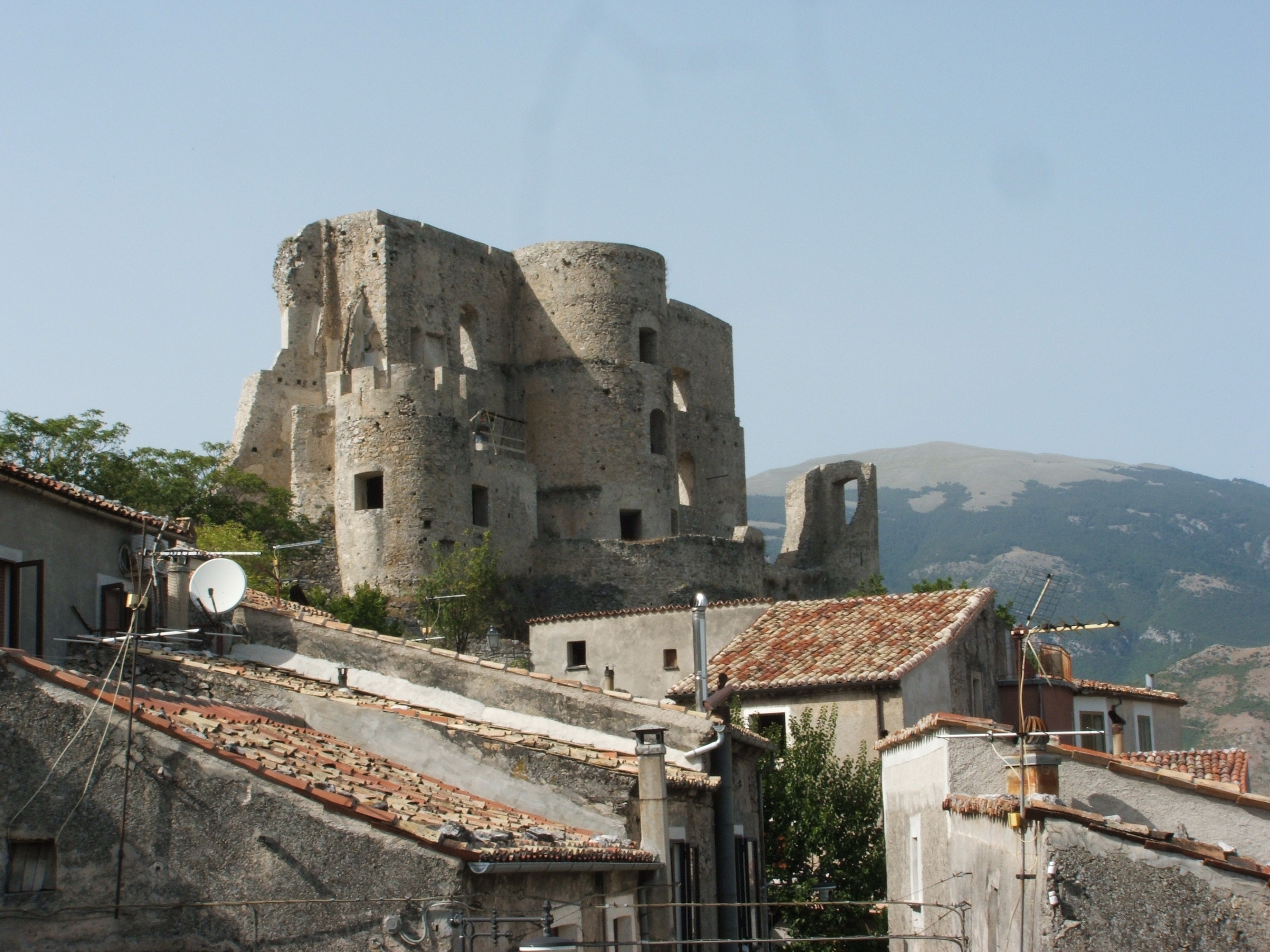
Morano Calabro, zříceniny hradu
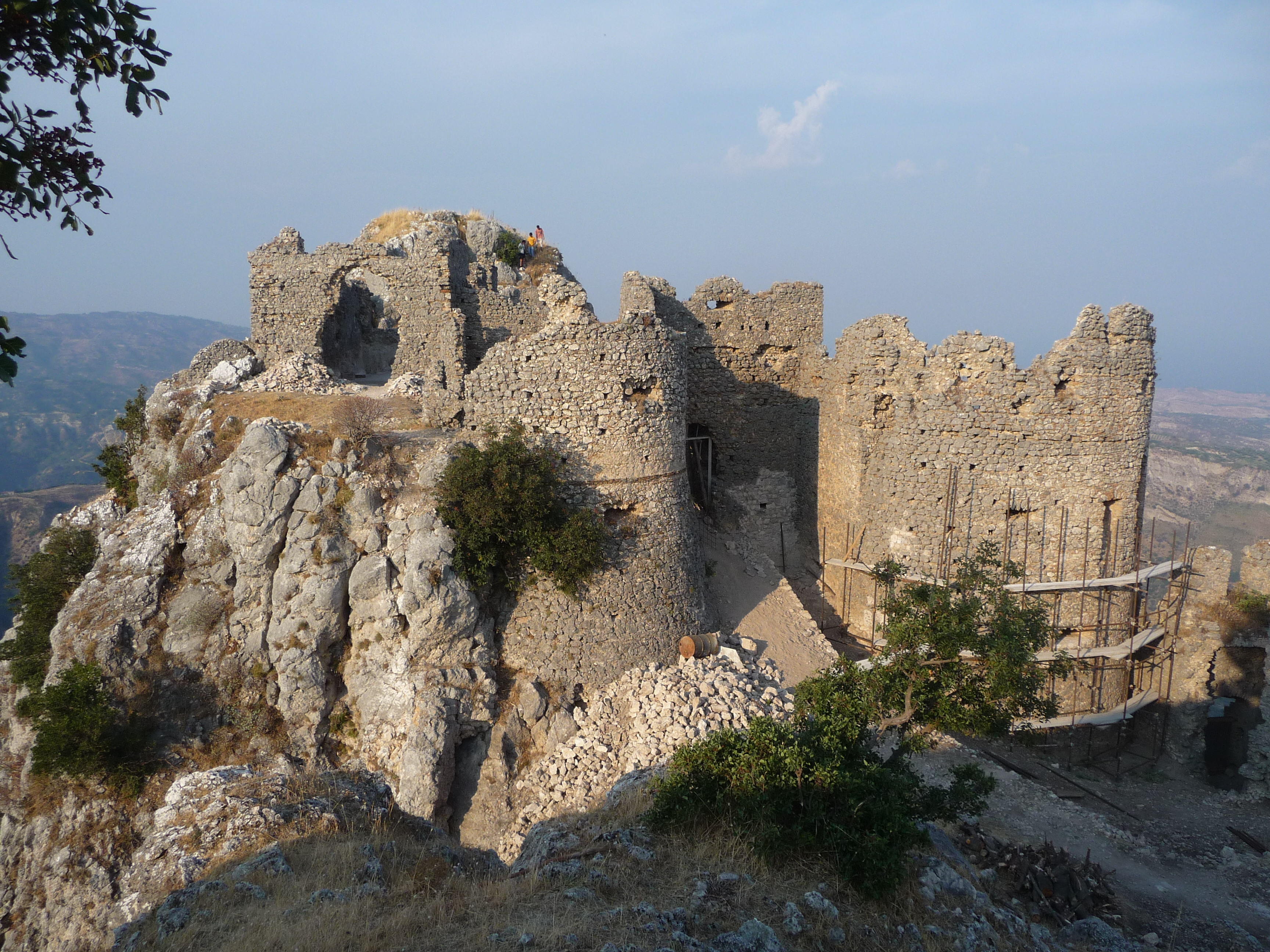
Normanský hrad Stilo, Kalábrie